# Monte Carmo (Lembá)
Monte Carmo é uma aldeia de São Tomé e Príncipe, localiza-se no Distrito de Lembá, ilha de São Tomé, próxima às localidades de Mulundo, Santa Clotilde, São José e de Santa Jenny dos Quatros Caminhos.